# Sylvie’s Love
Sylvie’s Love ist ein romantisches Filmdrama von Eugene Ashe, das im Januar 2020 beim Sundance Film Festival seine Premiere feierte. Seit dem 23. Dezember 2020 ist der Film bei Amazon Prime Video verfügbar.

## Handlung
Im Sommer 1957 in New York. Während sie darauf wartet, dass ihr Verlobter aus dem Krieg zurückkehrt, hilft Sylvie im Plattenladen ihres Vaters aus. Als eines Tages der süße Saxophonist Robert vorbeischaut, löst dieses zufällige Treffen in jedem von ihnen eine tiefe Leidenschaft aus, anders als alles, was sie zuvor gefühlt haben. Sylvies Mutter missbilligt die Beziehung sofort und erinnert Sylvie an ihre Verlobung. Roberts Band unterdessen wird für ein längeres Engagement in Übersee gebucht, und so führt am Ende des Sommers das Leben sie wieder auseinander. Jahre später ist Sylvie eine erfolgreiche Fernsehproduzentin, als sich ihre Wege zufällig wieder kreuzen.

## Produktion

### Stab und Besetzung
Regie führte Eugene Ashe, der auch das Drehbuch schrieb. Es handelt sich nach dem Dokumentarfilm Home Again und der Tragikomödie Homecoming um Ashes zweiten Spielfilm als Regisseur.
Tessa Thompson ist in der Titelrolle von Sylvie zu sehen. Die Rolle von Robert wurde mit Nnamdi Asomugha besetzt, der neben Gabrielle Glore, Jonathan Baker und Matthew Thurm auch zu den Produzenten des Films zählt. Lance Reddick spielt Sylvies Vater Herbert, Erica Gimpel ihre Mutter und Alano Miller ihren Verlobten Lacy.

### Filmmusik und Soundtrack

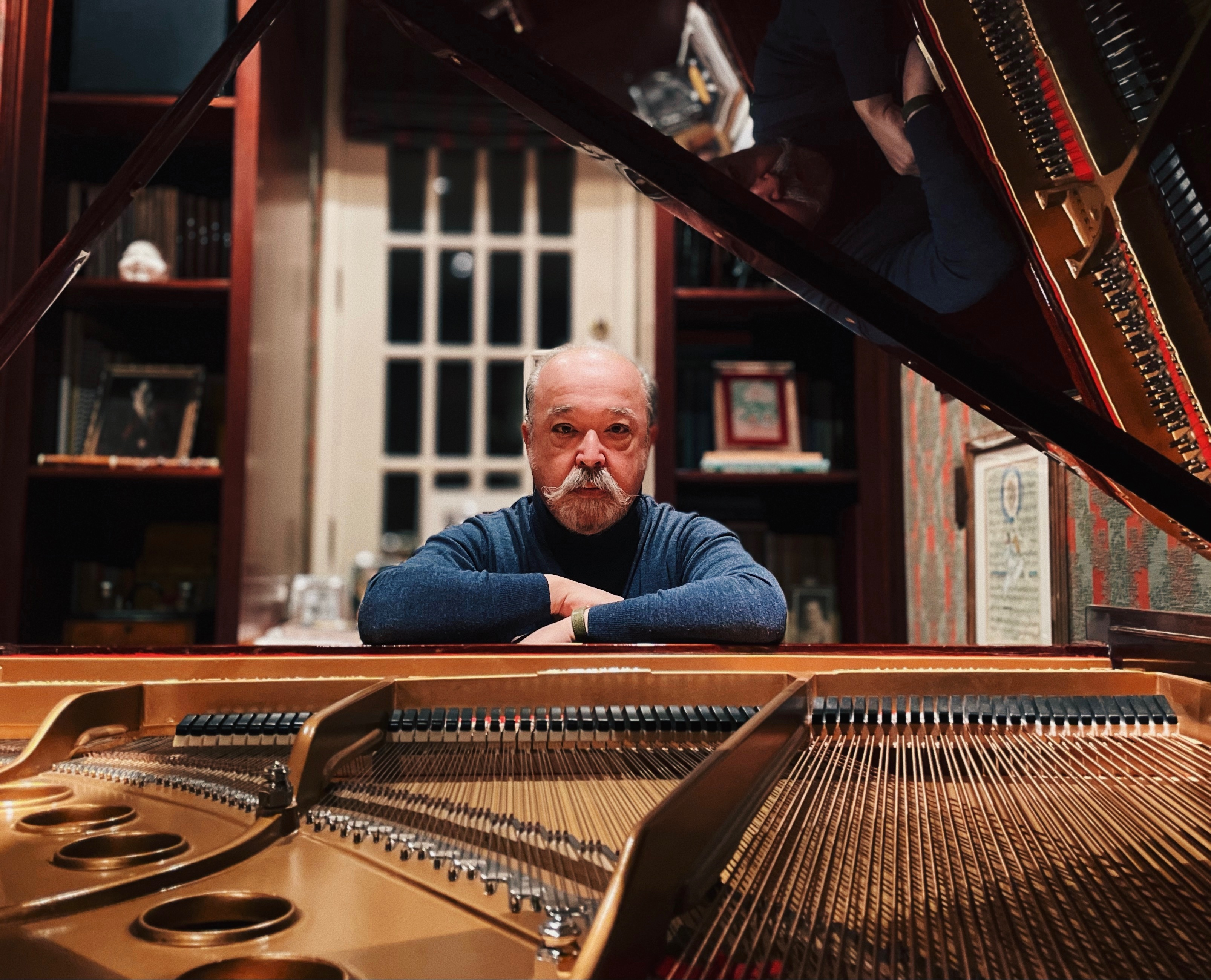
Die Filmmusik komponierte Fabrice Lecomte

Die Filmmusik komponierte Fabrice Lecomte. Das Soundtrack-Album mit insgesamt 24 Musikstücken wurde am 23. Dezember 2020 von Lakeshore Records als Download veröffentlicht. Darauf enthalten ist auch das Lied Quizás, quizás, quizás, gesungen von Eva Longoria. Zu Beginn des Films ist der Jazzstandard The Nearness of You, gesungen von Nancy Wilson zu hören. Weitere Stücke des Soundtracks stammen von Sam Cooke, Jackie Wilson und Martha Reeves & The Vandellas.

### Marketing und Veröffentlichung
Die Premiere erfolgte am 27. Januar 2020 beim Sundance Film Festival. Ab 27. September 2020 wurde er beim Atlanta Film Festival vorgestellt und Mitte Oktober 2020 beim Chicago International Film Festival in der Reihe „Black Perspectives“ gezeigt. Zur gleichen Zeit erfolgten Vorstellungen beim Mill Valley Film Festival. Ebenfalls im Oktober 2020 wurde der erste Trailer veröffentlicht. Ende November 2020 wurde ein Trailer mit dem Titel Right Love, Wrong Time vorgestellt. Seit dem 23. Dezember 2020 ist der Film auf der Streamingplattform Amazon Prime Video verfügbar.

## Rezeption

### Kritiken
Der Film wurde von 92 Prozent aller bei Rotten Tomatoes erfassten Kritiker positiv bewertet mit durchschnittlich 7,2 der möglichen 10 Punkte. Auf Metacritic erhielt Sylvie’s Love einen Metascore von 74 von 100 möglichen Punkten.
Simran Hans vom Guardian schreibt, wie Barry Jenkins’ If Beale Street Could Talk und Todd Haynes’ Carol habe Eugene Ashe für Sylvie’s Love die Form eines Melodramas gewählt. Dabei sei er nur wenig daran interessiert, das in den 1950er Jahren herrschende „Frauenbild“ zu untergraben. So wie Saul Leiters Aufnahmen von New York ein visueller Bezugspunkt für Carol gewesen waren, scheine Kameramann Declan Quinn bei Sylvie’s Love von Gordon Parks’ Fotoessays für das Life Magazine inspiriert worden zu sein, so Hans. Die Kostüme aus dieser Zeit seien ebenfalls ein Traum, und Tessa Thompson wirke in dem blaugrünen Chanel-Kleid und mit den weißen, ellbogenlangen Handschuhen wie all diese Heldin des Goldenen Zeitalters.
Dwight Brown, Filmkritiker der afroamerikanischen National Newspaper Publishers Association, nennt ihren Gegenpart Nnamdi Asomugha in der Rolle von Robert den romantischsten Hauptdarsteller des Filmjahres, und in der Szene, in der er Sylvie bittet, mit nach Paris zu kommen, würden Frauen ohnmächtig. Er lege eine ruhige und selbstbewusste Ausstrahlung wie Sidney Poitier an den Tag, und in seinem Stoizismus erinnere er an Denzel Washington. Regisseur Ashe beweise mit dem Film sein starkes Gespür für diese Epoche, für den Reiz der Jazzmusik und für das, was es braucht, um eine charmante, exquisite und absolut verführerische Liebesgeschichte zu erzählen, inklusive aller damit verbundenen Rivalitäten und Missverständnisse.
Anke Leweke von Deutschlandfunk Kultur schreibt, die Räume seien warm ausgeleuchtet, die Farben kräftig und satt, und die Kamera agiere elegant, wodurch ein visueller Schutzraum für das Paar entstehe, in dem diese Liebe gelebt werden kann. Man könnte dem Regisseur nun vorwerfen, in Zeiten von „Black Lives Matter“ einen einfachen Liebesfilm gedreht zu haben, doch zum einen lasse Ashe seine Figuren mit ihren konventionellen Geschlechterrollen hadern, und zum anderen betreibe er Politik auf einer anderen Ebene, wenn er dem Paar ästhetische Mittel zur Verfügung stellt, die es am Ende der 1950er Jahre niemals für eine Liebesgeschichte mit schwarzen Protagonisten gegeben hätte. So gelinge es Sylvie’s Love, im Gewand eines klassischen Melodrams von immer noch aktuellen Geschlechterkonflikten zu erzählen, und die elegante Ästhetik des Films wirke zunehmend brüchig und bringt so Abgründe zum Vorschein, die den Figuren erst nach und nach bewusst werden.
Leah Greenblatt von Entertainment Weekly schreibt, die Geschichte, die in Sylvie’s Love erzählt wird, sei so alt wie Zelluloid, und Ashe zeige ein New York, das man selten so makellos gesehen habe, und selbst eine hungrige Taube würde nicht wissen, wo sie auf der Straße landen soll. Das Gespenst des Rassismus werde jedoch mit einem Samthandschuh behandelt, der zweifellos zu Tage tritt, jedoch nicht von seiner hässlichen Seite. Insgesamt wirke alles ein wenig zu poliert und die Welt, in der Sylvie lebt, zu plüschig.

### Auszeichnungen (Auswahl)
Black Reel Awards 2021
- Nominierung als Bester Independent-Film
- Nominierung als Beste Hauptdarstellerin (Tessa Thompson)
- Nominierung für die Beste Filmmusik (Fabrice Lecomte)
- Nominierung für das Beste Kostümdesign (Phoenix Mellow)
- Nominierung als Bester Nachwuchsregisseur (Eugene Ashe)
- Nominierung für das Beste Debüt-Drehbuch (Eugene Ashe)[20]

Critics’ Choice Television Awards 2021
- Nominierung als Bester Fernsehfilm
- Nominierung als Beste Schauspielerin – Fernsehfilm (Tessa Thompson)[21]

Hollywood Music in Media Awards 2021
- Nominierung für die Beste Filmmusik – Fernsehfilm / Streaming (Fabrice Lecomte)[22]

NAACP Image Awards 2021
- Auszeichnung für die Beste Regie in einem Fernsehfilm oder einer Miniserie (Eugene Ashe)
- Nominierung als Bester Fernsehfilm oder beste Miniserie
- Nominierung als Bester Schauspieler in einem Fernsehfilm oder einer Miniserie (Nnamdi Asomugha)
- Nominierung als Beste Schauspielerin in einem Fernsehfilm oder einer Miniserie (Tessa Thompson)[23][24]

Primetime-Emmy-Verleihung 2021
- Nominierung als Bester Fernsehfilm

Satellite Awards 2020
- Nominierung als Bester Fernsehfilm

Sundance Film Festival 2020
- Nominierung im U.S. Dramatic Competition (Eugene Ashe)

## Synchronisation
Die deutsche Synchronisation entstand nach einem Dialogbuch von Eva Maria Peters und der Dialogregie von Iris Artajo im Auftrag der Berliner Synchron GmbH Wenzel Lüdecke.
| Darsteller           | Synchronsprecher  | Rolle             |
| -------------------- | ----------------- | ----------------- |
| Tessa Thompson       | Marieke Oeffinger | Sylvie Parker     |
| Nnamdi Asomugha      | Arne Stephan      | Robert Halloway   |
| Aja Naomi King       | Maximiliane Häcke | Mona              |
| Eva Longoria         | Anna Carlsson     | Carmen            |
| Regé-Jean Page       | Henning Nöhren    | Chico Sweetney    |
| Jemima Kirke         | Jana Kozewa       | Countess          |
| Tone Bell            | Robert Glatzeder  | Dickie Brewster   |
| Lance Reddick        | Bernd Vollbrecht  | Herbert „Mr. Jay“ |
| Ryan Michelle Bathe  | Melanie Hinze     | Kate Spencer      |
| Alano Miller         | Florian Hoffmann  | Lacy Parker       |
| Wendi McLendon-Covey | Daniela Hoffmann  | Lucy Wolper       |
| John Magaro          | Rainer Fritzsche  | Sid Schuur        |
| Ron Funches          | Christian Gaul    | Tank              |